# Playa Schiappacasse
Der Playa Schiappacasse ist ein rund 120 m langer Strand am Ufer der Barclay Bay der Livingston-Insel im Archipel der Südlichen Shetlandinseln. Auf der Westseite des Kap Shirreff am nördlichen Ausläufer der Johannes-Paul-II.-Halbinsel liegt er südöstlich des Punta Yeco.
Wissenschaftler der 45. Chilenischen Antarktisexpedition (1990–1991) benannten ihn nach Paulina Schiappacasse Cambiaso, Geographin bei dieser Forschungsreise.